# Lakringowie

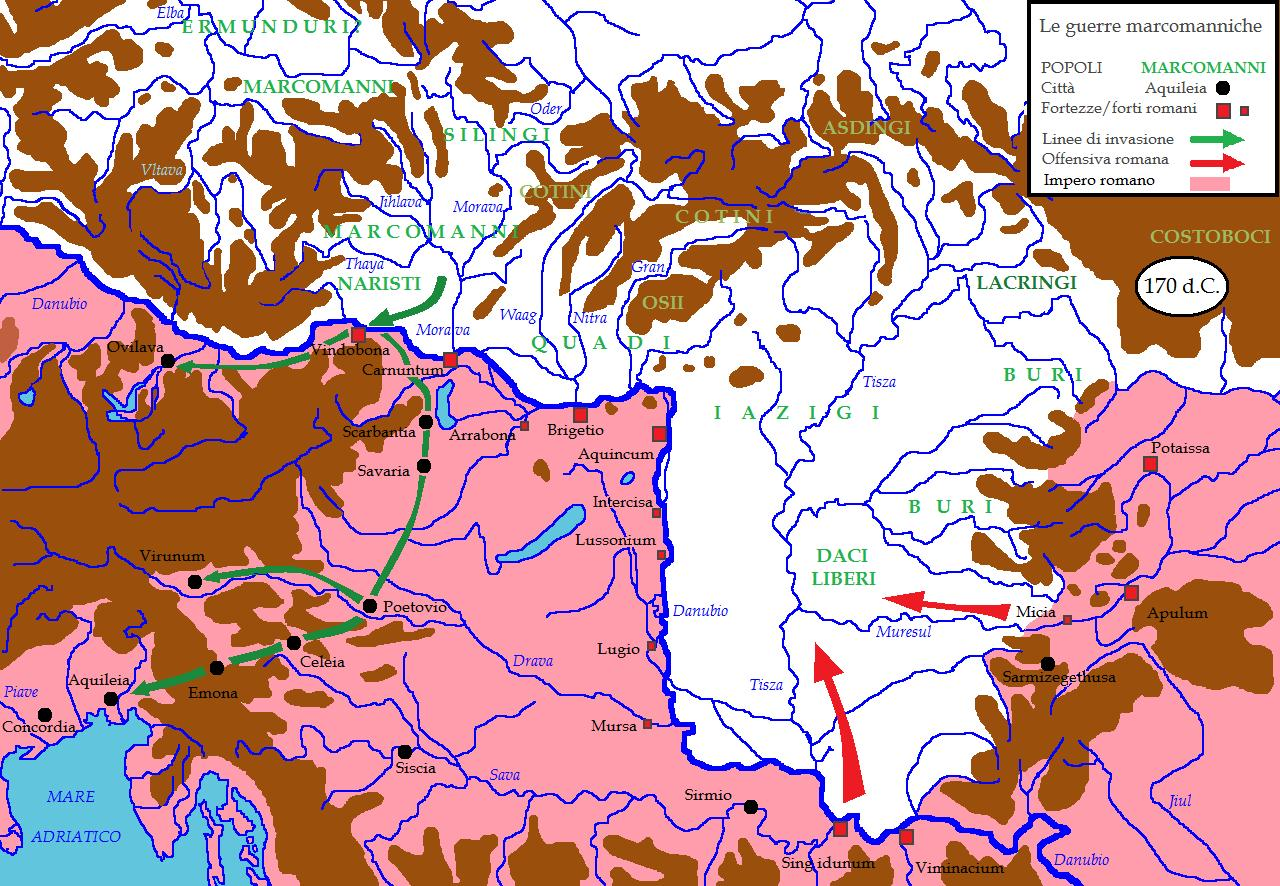
Lakringowie ok. 170 roku

Lakringowie (lub Dakringowie - częsta pomyłka ze względu na podobieństwo greckich liter delta Δ oraz lambda Λ) – jak często przyjmuje się w nauce, wędrowny lud spokrewniony z Hasdingami, jeden z odłamów Wandalów, mimo że nie ma mocnych podstaw do tego stwierdzenia. Lud ten, co bardziej prawdopodobne, należy identyfikować z Wolnymi Dakami. Mieli oni zaatakować prewencyjnie Hasdingów, po tym, gdy ci osiadli niebezpiecznie blisko ich siedzib. Pogląd o wandalskim pochodzeniu Lakringów oparty został na wymienieniu ich obok Hasdingów we fragmentarycznie zachowanym dziele Piotra Patrycjusza. Umieszczało ono Lakringów między innymi sprzymierzeńcami Rzymu w okresie panowania Marka Aureliusza. W innym dziele antycznym, Żywocie Marka Aureliusza, Lakringowie zostali wspomniani jako wrogowie cesarstwa. Być może informacja ta dotyczyła okresu sprzed zawarcia pokoju pomiędzy Lakringami i Rzymem.
Zgodnie z relacją Kasjusza Diona (LXXI, 12) na początku lat siedemdziesiątych II wieku Lakringowie przybyli do północnych granic Dacji. Niektórzy badacze lokalizują ich siedziby na południe od zajętych przez Hastingów obszarów w dorzeczu Cisy, i na północ od Roksolanów. Z Hasdingami Lakringowie stoczyli zwycięską walkę, po czym zniknęli z kart historii.